# 松あきら
松 あきら（まつ あきら、1947年〈昭和22年〉12月3日 - ）は、日本の女優、政治家である。元宝塚歌劇団花組トップスター。本名、西川 玲子（にしかわ れいこ）。旧姓、松本（まつもと）。
参議院議員（3期）、経済産業大臣政務官（第1次小泉内閣）、経済産業副大臣（第3次小泉改造内閣）、公明党副代表、参議院総務委員長、政治倫理審査会幹部役員などを歴任した。
夫は元新進党衆議院議員の西川知雄で、娘が一人いる。

## 来歴

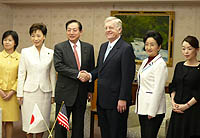
左から鰐淵洋子、松あきら、太田昭宏、駐日アメリカ合衆国大使シーファー、浜四津敏子、丸谷佳織（2008年）

1964年の横浜雙葉学園1年修了時に宝塚音楽学校に合格し、高校を中退して宝塚音楽学校に入学した。
1966年に宝塚歌劇団へ入団し、月組公演『日本の四季／ファンタジア』で初舞台を踏む。同期に瀬戸内美八、麻生薫、常花代らがいる。入団時は51人中37位の成績でで12月4日に星組へ配属され、のちに花組へ組替えとなる。
1974年に甲にしきの退団後、同期の瀬戸内とともに安奈淳へのつなぎとして花組主演男役を務めた後、安奈・榛名由梨トップ時代の2番手として活躍した。1978年に安奈の退団にともない『遥かなるドナウ/エコーズ』で再び花組トップスターとなる。相手役は当初上原まり・北原千琴が歴任し、1979年から美雪花代、1981年から若葉ひろみが務め、1980年から順みつきとの二人トップ体制を挟み活躍した。
1982年12月6日に宝塚歌劇団を退団し、退団公演『夜明けの序曲』は文化庁芸術祭大賞を受賞した。退団後は、舞台やテレビドラマなど女優業を中心に活動した。
1995年7月、第17回参議院議員通常選挙で新進党から神奈川県選挙区に立候補し、初当選した。同期当選に、元花組組長の但馬久美がいた。政界進出を機に芸能活動は休止した。
1996年10月に夫の西川知雄が新進党から第41回衆議院議員総選挙に立候補し、落下傘候補ながら当選する。4年後の2000年に西川は改革クラブから立候補し、落選した。
2001年3月22日の国会審議で、江本勝の著書『水は語る Water, it tells us precious things.』を肯定的に取り上げて教育の重要性を訴えたため、ビリーバーとして話題となる。
2001年7月の第19回参議院議員通常選挙で公明党から立候補し、再選される。2003年に参議院行政監視委員会の委員長に就任した。第1次小泉内閣で経済産業大臣政務官に、第3次小泉改造内閣で経済産業副大臣に任命された。
2007年7月の第21回参議院議員通常選挙に公明党から立候補するが、自由民主党から立候補した小林温に破れ次点で落選した。当選した小林の秘書らが日当買収容疑で逮捕され有罪となり、小林が参議院議員を辞職したため、公職選挙法の規定に基づき松が繰り上げ当選で3選を果たした。
2012年8月に、翌年の参議院選挙に出馬せず政界から引退することを表明した。
2013年8月から2016年9月まで公明党顧問を務めた。
顧問在任中の2014年に、古巣・宝塚歌劇団100周年記念で創設された『宝塚歌劇の殿堂』に100人の最初として選定された。
2018年春の叙勲で旭日重光章を受章した。

## 人物
- 政治家として、子育て支援、高等学校卒業程度認定試験創設などの教育改革、アレルギー対策などを展開した[5]。
- 公称身長167センチ、血液型：AB型、宝塚時代の愛称はマッちゃん（旧姓に由来）で、宝塚時代は日本舞踊と芝居やショーを得意とした[6]。
- 幼少時代松の自宅至近に坂本九が居住しており、坂本に遊び相手になってもらうなど交流があった[7]。

## 政策
- 選択的夫婦別姓制度に賛同する。「国民の選択肢を広げるために必要」と述べる[8]。

## 舞台

### 宝塚歌劇団所属時代

#### 初舞台・星組時代
- 『日本の四季』/『ファンタジア』（1966年4月） ※初舞台
- 『花風流』/『世界はひとつ』（1967年4月）
- 『赤毛のあまっこ』/『虹を追って』（1968年2月）
- 『千姫』新人公演 本多平次郎 役（本役：南原美佐保）/『7-セブン-』（1968年10月）
- 『シルクロード』（1969年4月）
- 『オネーギン』レンスキー 役（芸術劇場、1969年10月）
- 『僕は君』パヌーズ 役、新人公演：パット 役（本役：安奈淳）（1970年8月）
- 『ジブシー伯爵』（1970年12月）
- 『星の牧場』山内、フルート 役、新人公演：一郎、クラリネット 役（本役：安奈淳）/『オー!ビューティフル』（1971年2月）
- 『いのちある限り』為吉 役、新人公演：新次郎（本役：鳳蘭）/『ノバ・ボサ・ノバ』ボールソ（1971年6月）
- 『いつの日か逢わん』鳥丸 役、新人公演：高山右近 役（本役：春日野八千代）/『愛のコンチェルト』（1972年1月）
- 『ザ・フラワー』（東京雪組、1972年8月）
- 『花の若武者』平知盛 役/『アラベスク』（1972年11月）

参考文献：「歌劇」1982年11月 p.92-93（宝塚歌劇団）

#### 花組時代
- 『新・花かげろう』源頼光 役、第2回新人公演：藤原保輔・保昌 役（本役：甲にしき）/『ラ・ラ・ファンタシーク』（1973年5月）
- 『この恋は雲の涯まで』藤原忠衡、ジャムカ 役、新人公演：源義経 役（本役：甲にしき）（1973年8月）
- 『花のお嬢吉三』和尚吉三 役/『カルバナル・ド・タカラヅカ』（1974年1月）
- 『虞美人』虞妃 役（1974年5月）
- 『海と太陽のファド』西之表太郎 役/『アン・ドゥ・トロワ』（1974年10月）
- 『夢みる恋人たち』ムルロワ 役/『ボン・バランス』（1975年3月）
- 『ベルサイユのばら〜アンドレとオスカル〜』ハンス・アクセル・フォン・フェルゼン 役（1975年7月）
- 『あかねさす紫の花』天比古 役/『ビューティフル・ピープル』（1976年2月）
- 『朱雀門の鬼』月姫 役/『ル・ピエロ』カカンボ 役（1977年1月）
- 『宝舞抄』お七 役/『ザ・レビュー』（1977年8月）
- 『風と共に去りぬ』アシュレ・ウィルクス 役（1978年2月）

参考文献：「歌劇」1982年11月 p.94-95（宝塚歌劇団）

#### 花組トップ時代
- 『ヴェロニック』フロレスタン 役（宝塚バウホール、1978年8月）
- 『遥かなるドナウ』ハンス 役/『エコーズ』（1978年10月）
- 『花影記』小平太 役/『紅はこべ』パーシー・ブレイクニー 役（1979年3月）
- 『舞え舞え蝸牛 (宝塚歌劇)』右近少将藤原道頼 役/『ビューティフル・シティ』（1979年11月）
- 『刀を抜いて』三五郎 役（宝塚バウホール、1980年1月）
- 『花小袖』禅竹氏信 役/『プレンティフル・ジョイ』（1980年5月）
- 『アナトール』アナトール（宝塚バウホール、1980年10月）
- 『友よこの胸に熱き涙を』フランツ（前半）、ハンス（後半）/『ザ・スピリット』（1980年11月）※この公演より順みつきと二人トップ
- 『宝塚春の踊り〜花の子供風土記〜』/『ファースト・ラブ』（1981年3月）
- 『YOU・ME -松あきらの世界-』（宝塚、1981年8月）
- 『エストレリータ (宝塚歌劇)』アントリーオ 役/『ジュエリー・メルヘン』（1981年10月）
- 『春の踊り〜花と夢と愛と〜』/『アルカディアよ永遠に』ジョー 役（1982年3月）
- 『夜明けの序曲』川上音二郎 役（1982年8月）

参考文献：「歌劇」1982年11月 p.95-96（宝塚歌劇団）

### 宝塚歌劇団退団後
- 『大奥最後の日』（帝国劇場、1983年）
- 『御宿かわせみ』（帝国劇場、1984年）
- 『見果てぬ蒼海』（三越劇場、1985年）

## テレビ番組

### テレビドラマ
- 平岩弓枝ドラマシリーズ（フジテレビ）
  - 花ホテル（1983年）
  - 女の暦（1984年）
- 風の墓標（1984年2月4日、NHK） - 麗花 役
- 暴れん坊将軍II 第49話「血涙! 享保の巌窟王」（1984年、ANB・東映） - 萩乃 役
- 大河ドラマ・春の波涛（1985年、NHK） - 伊藤梅子 役
- 銀河テレビ小説（NHK）
  - 風を愛して（1986年） - 陳麗花 役
- 泣いてたまるか 第2話「目の上のたんこぶ」（1986年、TBS）
- 月曜ドラマランド・有閑倶楽部（1986年、フジテレビ） - レイニアエール 役
- なかなか!ドジラんぐ（1987年、テレビ朝日） - 中谷みどり 役

### バラエティ番組
- 森田一義アワー 笑っていいとも!（1984年10月 - 1985年9月、フジテレビ） - 水曜レギュラー

## 宝塚歌劇団時代の受賞歴
星組賞
- 『世界はひとつ』（1967年4月）

新人賞
- 『虹を追って』（1968年2月）

努力賞
- 『千姫』（1968年10月）
- 『星の牧場』（1971年2月）
- 『いのちある限り』（1971年6月）
- 『この恋は雲の涯まで』（1973年8月）
- 『アン・ドゥ・トロワ』（1974年10月）
- 『ボン・バランス』（1975年3月）
- 『ベルサイユのばら〜アンドレとオスカル〜』（1975年7月）
- 『あかねさす紫の花』（1976年2月）

新人賞
- 『僕は君』（1970年8月）

演技賞
- 『虞美人』（1974年5月）

参考文献：「歌劇」1982年11月 p.92-95（宝塚歌劇団）

## 役職歴

### 内閣
- 経済産業副大臣（第3次小泉改造内閣）
- 経済産業大臣政務官（第1次小泉内閣）

### 参議院
- 法務委員長
- 政治倫理審査会幹事長
- 決算委員会委員
- 国民生活・経済に関する調査会委員
- 行政監視委員長
- 文教科学委員会理事
- 行政監視委員会理事
- 経産雇用調査会理事
- 中小企業特別委員会委員
- 予算委員会委員
- 逓信委員会委員
- 行政監視委員会委員
- 国民生活調査会委員
- 共生社会調査会委員
- 国際問題調査会委員
- 経済産業委員会委員

### 公明党
- 副代表
- 経済産業部会長
- がん対策推進本部長
- 中央幹事
- 女性委員長
- 経済産業部会長代理
- 女性副委員長
- 神奈川県本部代表代行
- 東海道方面副議長

### 議員連盟
- 北京オリンピックを支援する議員の会
- 禁煙推進議員連盟副会長